# Stjärnbladkaktus
Stjärnbladkaktus (Epiphyllum hookeri) är en art i familjen kaktusväxter. Den förekommer naturligt från Mexiko och söderut till norra Sydamerika och Västindien. Arten odlas som krukväxt för de vackra blommorna.